# Hidrolândia (Goiás)
Hidrolândia es un municipio brasileño situado en el estado de Goiás .Tiene una población de 15.179 habitantes (IBGE) (est.2006) . Se encuentra a 36 kilómetros de la capital del estado , Goiânia , y forma parte de su área metropolitana .
Limita con los municipios de Goiânia, Aparecida de Goiânia , Piracanjuba , Cromínia y Bela Vista de Goiás.
La economía del municipio se basa en la ganadería.
- Datos: Q988811
- Multimedia: Hidrolândia (Goiás) / Q988811